# 장규원
장규원(張逵源, 일본식 이름: 高山逵源다카야마 기겐, 1898년 2월 ~ ?)은 일제강점기의 만주국 관료로, 본적은 함경남도 함흥부이다.

## 생애
1922년 함흥 대창물산(大昌物産)과 동아일보(東亞日報), 조선수전(朝鮮水電)에서 근무했다. 1932년 중앙대학 전문부 경제과를 수료했으며, 1932년 10월 대동학원 제1부 제1기를 졸업했다. 1935년 7월 1일부터 1936년 11월 9일까지 펑톈 성 공서(奉天省公署, 봉천성공서) 총무청 사무관 겸 민정청 사무관을 역임했고, 1935년 9월 21일 만주국 정부로부터 황제 방일 기념장을 받았다.
1936년 11월 10일 젠다오 성 공서(間島省公署, 간도성공서) 허룽 현(和龍縣, 화룡현) 사무관으로 임명되었으며, 1939년 6월 1일부터 1940년 8월까지 젠다오 성 공서(間島省公署, 간도성공서) 민생청 지방과장을 역임했다. 1939년 만주국 국무원 젠다오(間島, 간도)분국 사무관을 역임했고, 1940년 9월부터 1943년까지 만주국 국무원 총무청 지방처 참사관을 역임했다. 1940년 9월 전후에 조선인교육후원회 신징(新京, 신경) 지역 상무위원으로 임명된 뒤부터 일본의 황민화 교육 정책 시행에 적극 협력했다.
1940년 10월 30일에 결성된 동남지구특별공작후원회 간사장을 역임하는 동안 일본의 항일 무장 세력 탄압을 적극 지원했으며, 항일 무장 세력 탄압을 위한 후원금을 징수했다. 또한 항일 무장 세력에 투항할 것을 권고하는 내용을 담은 선전물을 배포했고, 유세반을 직접 조직하여 선전 활동에 적극 참여했다. 1942년 1월 전후에 만주국 협화회 수도계림분회 회장을 역임하는 동안 재만 조선인의 총후봉공을 주장하는 등 일본의 황민화 운동에 적극 협력했다.
민족문제연구소의 친일인명사전 수록자 명단의 해외 부문, 친일반민족행위진상규명위원회가 발표한 친일반민족행위 705인 명단에 포함되었다.

## 참고자료
- 친일반민족행위진상규명위원회 (2009). 〈장규원〉. 《친일반민족행위진상규명 보고서 Ⅳ-15》. 서울. 283~297쪽.